# Santa Rosa (La Pampa)

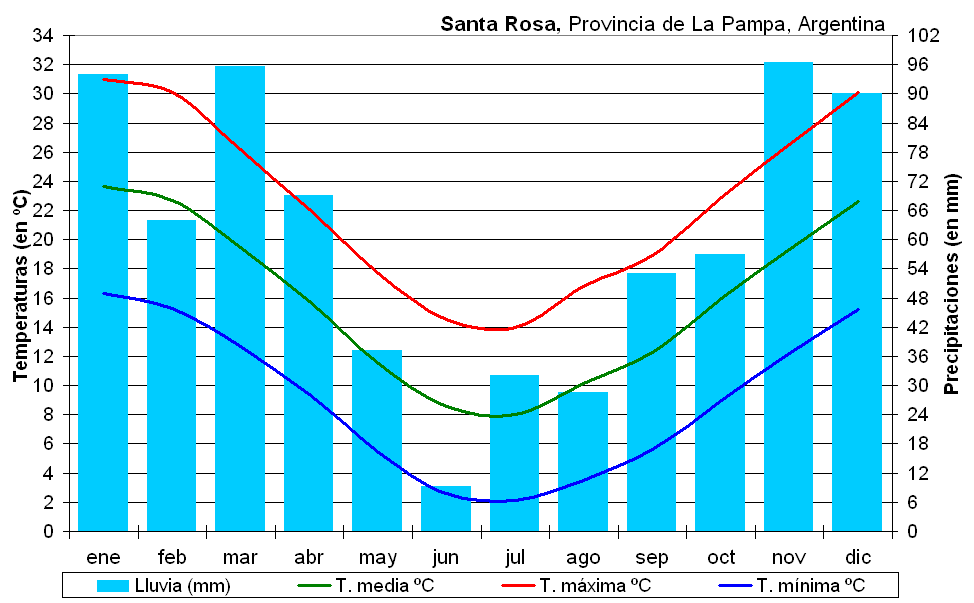
Climograma de Santa Rosa

Santa Rosa é um município da província de La Pampa, na Argentina.
Santa Rosa encontra-se a leste da província de La Pampa, da qual é capital. O clima é clima temperado pampeano com média de 24 graus centígrados em janeiro com máximas absolutas de quarenta graus centígrados. Em julho, a média é de sete graus centígrados.

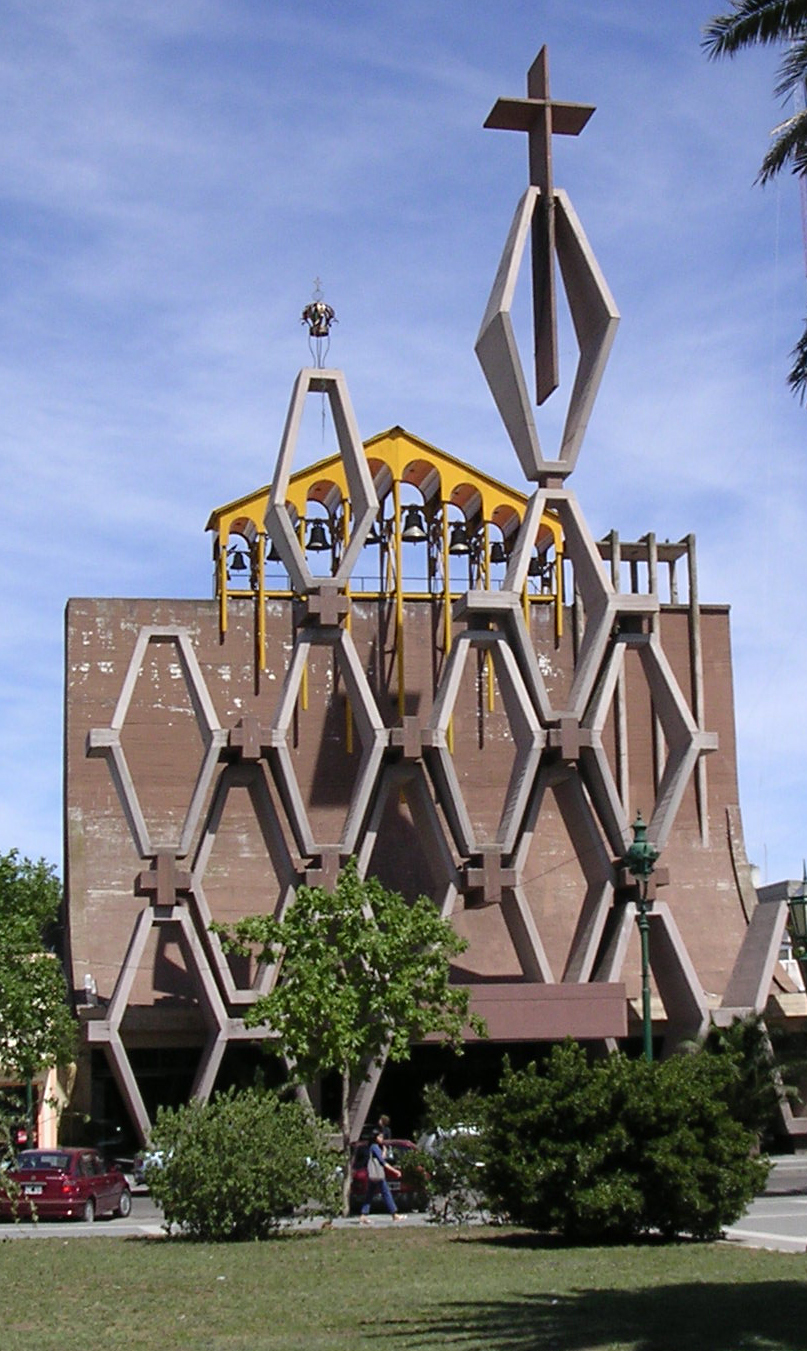
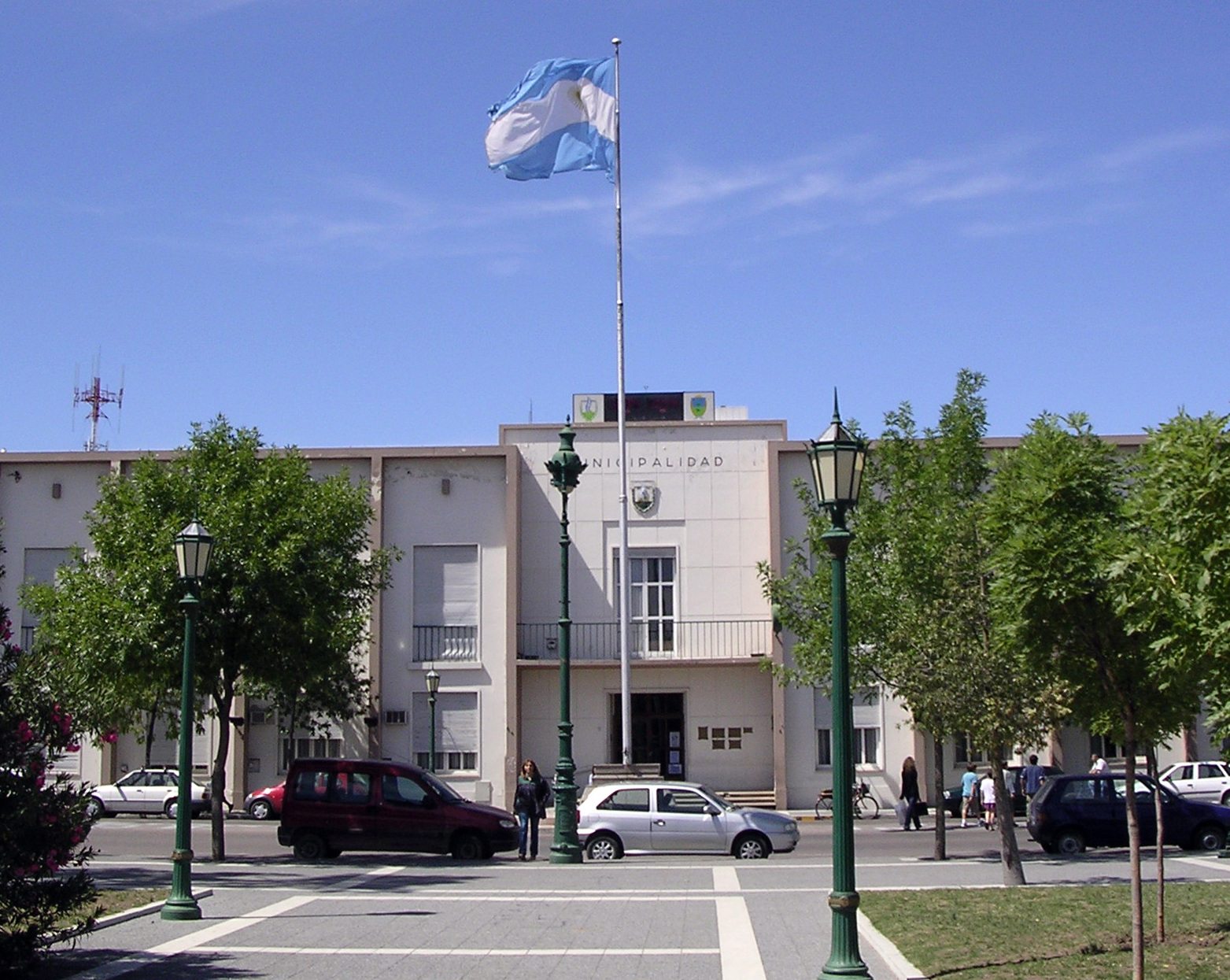